# Ulica Młodzieżowa w Wodzisławiu Śląskim
Ulica Młodzieżowa w Wodzisławiu Śląskim jest ważnym węzłem komunikacyjnym o charakterze lokalnym, który łączy dzielnicę Zawada z dzielnicą Kokoszyce, a dalej za pośrednictwem ul. Pszowskiej do centrum miasta. Ulica ta ma także charakter ponadlokalny, gdyż jest częścią drogi DW936, i łączy Wodzisław Śląski z Krzyżanowicami. Ulica zaczyna się od skrzyżowania z ulicą Pszowską, a kończy wraz z granicą miasta z Syrynią. Długość ulicy wynosi 4,5 km. W okresie PRL-u nosiła nazwę "Młodzieżowa" od ulicy Pszowskiej do skrzyżowania z ul. Paderewskiego, natomiast od skrzyżowania z tą ulicą aż do granic miasta nosiła nazwę ulicy "22 Lipca". W latach 90. ta ostatnia została zlikwidowana i przeciągnięto nazwę ulicy "Młodzieżowej". Według statystyk ulica Młodzieżowa jest jedną z najniebezpieczniejszych ulic w Wodzisławiu Śląskim - bardzo dużo śmiertelnych wypadków drogowych. W związku z tym jej nazwę próbowano zmienić na ul. Straceńców, jednak w wyniku braku zgody mieszkańców nazwa dotychczasowa została. Ulicę przecina potok Zawadka oraz tory kolejowe (towarowe) z KWK Anna w Pszowie, które biegną do miejscowości Olza. Wzdłuż ulicy panuje zabudowa jednorodzinna.

## Galeria

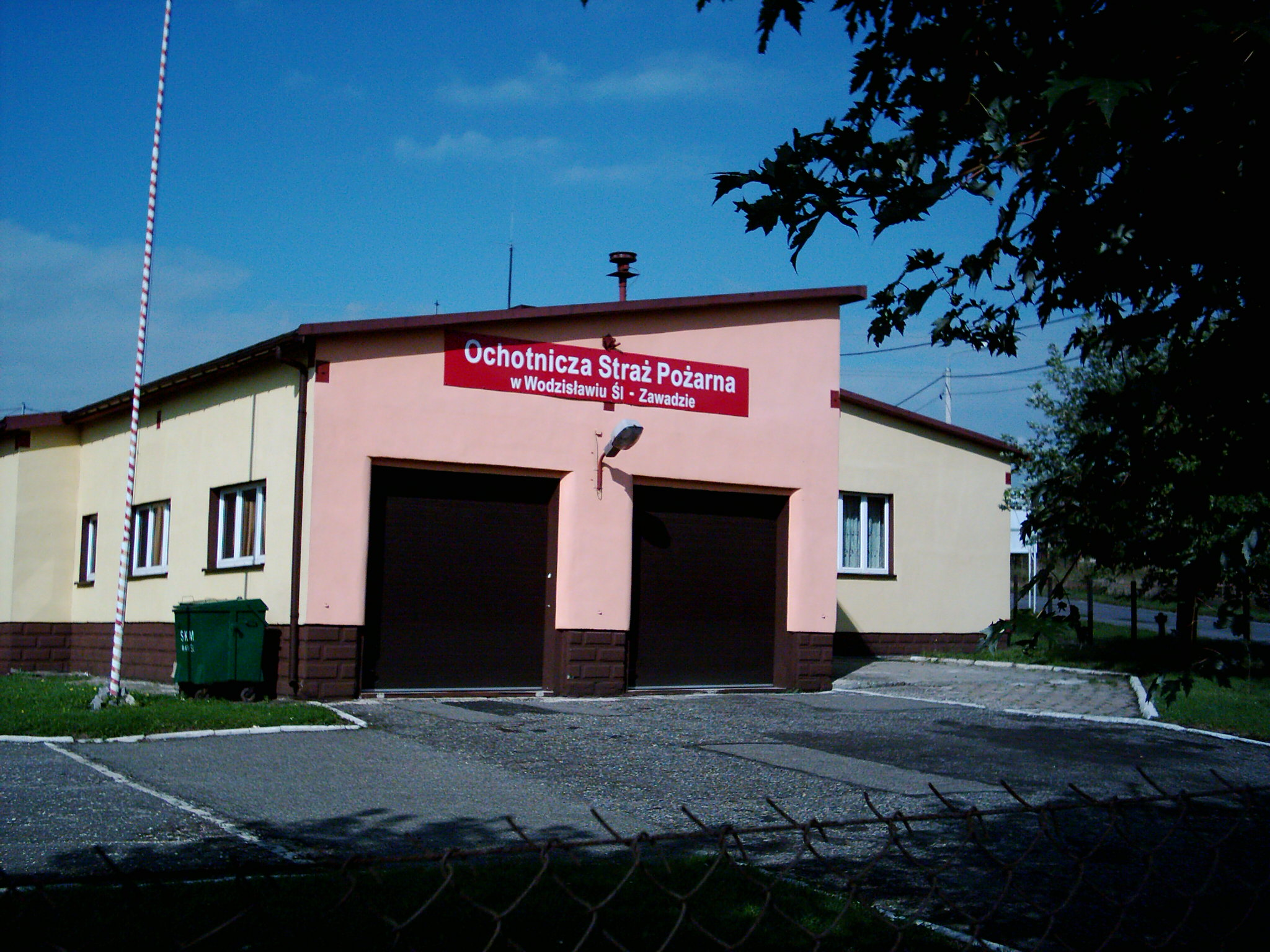
Budynek OSP Zawada w Wodzisławiu Śląskim przy ul. Młodzieżowej
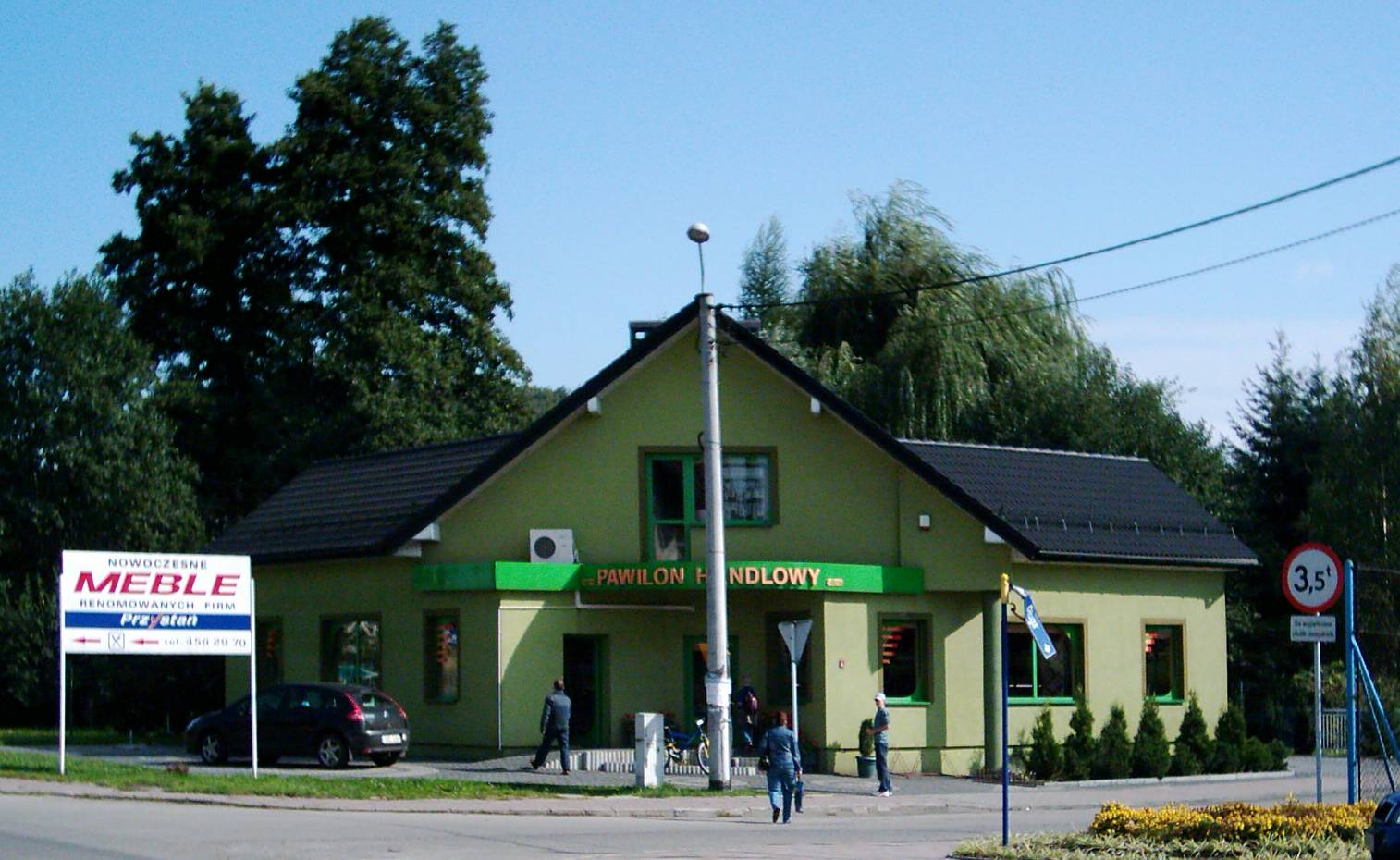
Pawilon Handlowy na rogu ulicy Młodzieżowej oraz ulicy Długiej